# 第88回皇后杯全日本バスケットボール選手権大会
第88回皇后杯 全日本バスケットボール選手権大会（だい88かいこうごうはい ぜんにほんバスケットボールせんしゅけんたいかい）は、2021年11月から12月にかけて開催されたの皇后杯全日本バスケットボール選手権大会。ENEOSが決勝でデンソーを破り、9大会連続26回目の優勝を達成した。

## 概要
当初は9月11日から全47都道府県の予選勝ち上がり代表チームが参加する1次ラウンド（1回戦・2回戦）が開催される予定だったが、コロナの影響により中止となり、今大会も前回大会に引き続き、縮小開催される。
11月27日からの2日間、Wリーグ全13チームと地域ブロック推薦の9チームの計22チームが出場し、全国3会場で2次ラウンド（3回戦・4回戦）が開催される。2次ラウンドを勝ち上がった8チームが12月15日から国立代々木競技場第二体育館で開催されるファイナルラウンド（準々決勝から決勝まで）に出場する。
- 主催 - 日本バスケットボール協会
- 共催 - 共同通信社
- 主管 - 日本バスケットボール協会（2次ラウンド～ファイナルラウンド）、都道府県バスケットボール協会（2次ラウンド）
- 協賛 -  モルテン

### 2次ラウンド
- 日程 - 2021年11月27日から28日
- 会場
  - 新潟大会 - 新潟市東総合スポーツセンター（新潟県新潟市）
  - 大阪大会 - 堺市立金岡公園体育館（大阪府堺市）
  - 愛媛大会 - 愛媛県総合運動公園体育館（愛媛県松山市）
- 参加チーム - 21チーム（ブロック代表8チーム+Wリーグ13チーム）

### ファイナルラウンド
- 日程 - 2021年12月15日から12月19日
- 会場 - 国立代々木競技場第二体育館（東京都渋谷区）
- 参加チーム - 8チーム（2次ラウンドを勝ち上がり、ファイナルラウンドに進出した8チーム）

## 出場チーム
全チーム2次ラウンドから出場。
Wリーグ
- トヨタ自動車アンテロープス
- ENEOSサンフラワーズ
- 富士通レッドウェーブ
- デンソーアイリス
- 三菱電機コアラーズ
- トヨタ紡織サンシャインラビッツ
- アイシン ウィングス

- 東京羽田ヴィッキーズ
- 日立ハイテク クーガーズ
- シャンソン化粧品 シャンソンVマジック
- 山梨クィーンビーズ
- 新潟アルビレックスBBラビッツ
- プレステージ・インターナショナル アランマーレ

地方ブロック代表
- 北洋大学（北海道）
- 山形銀行（山形県）
- メディセオ（埼玉県）
- 新潟医療福祉大学（新潟県）
- 岐阜女子高校（岐阜県）
- 紀陽銀行（和歌山県）
- 日立笠戸（山口県）
- 高知中央高校（高知県）
- 九州ブロックは推薦チームなし

## 試合結果

### 2次ラウンド
3回戦
| 11月27日 |

|  |

| アイシン 不戦勝, 辞退（九州ブロック） |

| 11月27日 |

|  |

| 山梨QB 73, 紀陽銀行 91 |

| 11月27日 |

|  |

| 東京羽田 96, メディセオ 61 |

| 11月27日 |

|  |

| アランマーレ秋田 52, 山形銀行 76 |

| 11月27日 |

|  |

| 新潟 104, 北洋大学 71 |

| 11月27日 |

|  |

| シャンソン化粧品 113, 新潟医療福祉大学 55 |

4回戦
| 11月27日 |

|  |

| トヨタ自動車 102, 岐阜女子高校 55 |

| 11月28日 |

|  |

| トヨタ紡織 100, 日立笠戸 43 |

| 11月28日 |

|  |

| ENEOS 88, 高知中央高校 46 |

| 11月28日 |

|  |

| アイシン 52, デンソー 68 |

| 11月28日 |

|  |

| 紀陽銀行 50, 富士通 87 |

| 11月28日 |

|  |

| 東京羽田 58, 三菱電機 78 |

| 11月28日 |

|  |

| 日立ハイテク 90, 山形銀行 74 |

| 11月28日 |

|  |

| 新潟 75, シャンソン化粧品 78 |

### ファイナルラウンド
準々決勝
| 12月15日 17:00 |

|  |

| 三菱電機 58, トヨタ紡織 63 |

| 12月15日 19:00 |

|  |

| ENEOS 92, シャンソン化粧品 64 |

| 12月16日 17:00 |

|  |

| デンソー 71, 日立ハイテク 43 |

| 12月16日 19:00 |

|  |

| トヨタ自動車 55, 富士通 62 |

準決勝
| 12月18日 17:00 |

|  |

| トヨタ紡織 62, ENEOS 79 |

| 12月18日 19:00 |

|  |

| デンソー 70, 富士通 53 |

決勝
| 12月19日 15:00 |

|  |

| ENEOS 86, デンソー 62                          |
| クォーター・スコア: 20-19, 29-16, 18-14, 19-13 |

## 個人賞

### MVP
- 林咲希（ENEOS・初受賞）

### ベスト5
- 林咲希（ENEOS・初受賞）
- 渡嘉敷来夢（ENEOS・2大会ぶり11回目）
- 岡本彩也花（ENEOS・6大会ぶり2回目）
- 髙田真希（デンソー・2大会ぶり6回目）
- 赤穂ひまわり（デンソー・2大会ぶり2回目）